# Taffy (Fernsehserie)
Taffy ist eine französisch-US-amerikanische Animationsserie aus dem Jahr 2019 mit 130 Folgen in zwei Staffeln. Die Premiere in Großbritannien fand am 7. Januar 2019 auf Boomerang statt. Die deutsche Erstausstrahlung erfolgte am 15. Juli 2019 bei der deutschen Version des Senders.

## Handlung
Die reiche Mrs. Münzberg wohnt mit ihrem Hund Bentley in einer luxuriösen Villa. Der Waschbär Zecki, der auf dem Müllplatz wohnt, ist neidisch auf das schöne Leben, das Bentley führt. Als er sieht, dass Bentley eine rote Schleife trägt, schnappt er sich eine ebensolche von einer leeren Pralinenpackung, und wird fortan von Mrs. Münzberg für das Kätzchen „Taffy“ gehalten. Bentley, der Taffys Spiel durchschaut, versucht fortan, ihm auf jede erdenkliche Weise die Schleife wieder wegzunehmen, und ihn auf diese Weise zu enttarnen. Oft steht er kurz davor, den lästigen Waschbären endgültig aus seinem Leben zu befördern, doch am Ende jeder Folge ist alles wie gehabt.

## Synchronisation
Die deutsche Fassung entsteht bei der Eurosync GmbH (die erste Staffel bei der SDI Media Berlin) unter der Dialogregie von Stefan Kaiser nach Dialogbüchern von Sabine Regé-Turo.
| Deutscher Name Originalname              | Deutscher Sprecher | Englischer Sprecher |
| ---------------------------------------- | ------------------ | ------------------- |
| Taffy (Zecki) Taffy (Scraggs)            | Henning Nöhren     |                     |
| Bentley                                  | Karlo Hackenberger |                     |
| Mrs Münzberg Mrs Muchmore                | Denise Gorzelanny  | Serra Hirsch        |
| Frowald, der Butler Forsythe, the Butler | Klaus-Peter Grap   |                     |

## Produktion und Veröffentlichung
Die Serie entstand bei Cyber Group Studios unter der Regie von Ahmed Guerrouache. Produzentin ist Mariana Trevino und die Musik komponierte Fabien Nataf. Autoren sind Pierre Sissmann und Mike De Seve.
Die Erstausstrahlung geschah ab dem 7. Januar 2019 bei Boomerang in Großbritannien. Die Ausstrahlung bei der deutschen Version des Senders fand ab dem 15. Juli 2019 statt. Seit der deutschen Free-TV-Erstausstrahlung am 14. Oktober 2019 auf dem Disney Channel ist sie nur noch auf diesem Sender zu sehen.